# 马涅 (阿列省)
马涅（法語：Magnet，法語發音：[maɲɛ]）是法国阿列省的一个市镇，位于该省中部偏东南，属于维希区。

## 历史
马涅是法国第一个实现供电的村庄。

## 地理
马涅（46°12'46"N, 3°30'14"E）面积12.72 平方千米，位于法国奥弗涅-罗讷-阿尔卑斯大区阿列省，该省份为法国中部省份，北起涅夫勒省、西北接谢尔省，西南至克勒兹省，南至多姆山省，东南临卢瓦尔省，东临索恩-卢瓦尔省。
与马涅接壤的市镇（或旧市镇、城区）包括：比勒祖瓦、博斯、佩里尼、圣艾蒂安德维克、圣费利、圣热朗勒皮、瑟耶。
马涅的时区为UTC+01:00、UTC+02:00（夏令时）。

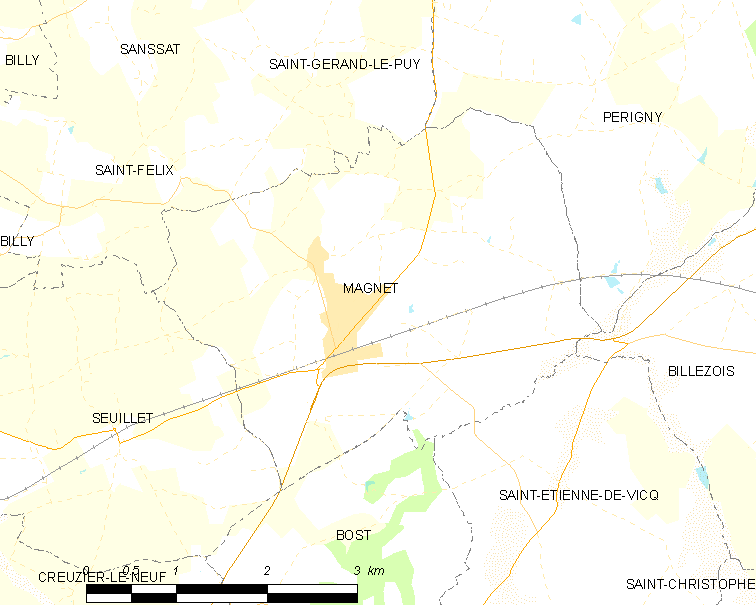
马涅的OSM定位图

## 行政
马涅的邮政编码为03260，INSEE市镇编码为03157。

## 政治
马涅所属的省级选区为锡乌勒河畔圣普尔桑县。

## 人口

1962-2008年间马涅人口变化图示

马涅于2022年1月1日时的人口数量为1046人。